# تايني كور لينكس
تايني كور لينكس (بالإنجليزية: Tiny Core Linux)‏ هو نظام تشغيل صغير الحجم مبني على نواة لينكس وادوات جنو، يتميز بخفته واستخدامه لموارد بسيطة من النظام، يستخدم واجهة سطح المكتب بيزي بوكس وFLTK طورها روبرت شينجليديكر.الملاحظ على هذه التوزيعة هو بساطتها وحجمها الصغير من 11 إلى 16 ميغابايت؛
الاصدارات
- Tiny Core حجم 16 ميغابايت، هي النسخة الموصى بها للسمتخدمين الجدد، من يملكون اتصال سيلكي بالانترنت، وهي تحوي النظام الاساسي وواجهة FLTK تفاعلية.[3]

- Core حجم 11 ميغابايت نسخة اصغر بدو واجهة سطح المكتب ولكن يمكن اضافته لاحقا
- dCore حجم 12 ميغابايت مبنية على حزم متوافقة مع ديبيان لنكس واوبونتو، وتستخدم صيغة تحزيم SCE الخاص بتوزيعة تايني كور.
- CorePure64 نسخة x86_64 من التوزيعة.
- Core Plus حجم 106 ميغابايت هي صورة تتبيث من التوزيعة تحوي على مكونات إضافة لدعمها للاتصال اللاسلكي، ودعم لوحة مفاتيح بلغات غير الإنجليزية.
- piCore مخصصة لجهاز راسبيري باي

## متظلبات النظام
الاعدادات الذنية للتوزيعة تحتاج على الاقل 48 ميجا من الرام حتى تعمل، نسخة Core تتطلب على الاقل 28 ميجا من الرام، ومعالج i486DX اقل شيء. الاعدادات الموصى بها لـ Tiny Core تحتاج معالج بنتيوم 3 و 128 ميجا رام.

## وصلات خارجية
- الموقع الرسمي لتايني كور لينكس
- توزيعة Tiny Core Linux أصغر توزيعة بواجهة رسومية موقع جريد الرياض